# جايلز فيليبس
جايلز فيليبس (بالإنجليزية: Giles Phillips)‏ هو لاعب كرة قدم أمريكي في مركز الدفاع، ولد في 1997 في شيكاغو في الولايات المتحدة. لعب مع كوينز بارك رينجرز.